# Vòng loại Giải vô địch bóng đá thế giới 2026 – Khu vực Bắc, Trung Mỹ và Caribe (Vòng 3)
Vòng 3 của vòng loại Giải vô địch bóng đá thế giới 2026 khu vực Bắc, Trung Mỹ và Caribe dự kiến sẽ diễn ra vào các tháng 9, 10 và 11 năm 2025. Vòng loại này sẽ xác định ba đội tuyển CONCACAF cuối cùng giành vé trực tiếp tham dự World Cup 2026 cũng như hai đại diện của khu vực tham dự vòng play-off liên lục địa.

## Thể thức
Vì Canada, México và Hoa Kỳ đã giành quyền vào thẳng vòng chung kết với tư cách đồng chủ nhà nên ba đội tuyển này không tham dự vòng loại. 12 đội – gồm các đội nhất và nhì bảng ở vòng 2 – sẽ được bốc thăm chia vào ba bảng, mỗi bảng bốn đội, thi đấu theo thể thức vòng tròn hai lượt trên sân nhà và sân khách. Ba đội nhất bảng sẽ trực tiếp giành quyền tham dự World Cup 2026, hai đội nhì bảng có thành tích tốt nhất sẽ tiến vào vòng play-off liên lục địa.

## Các đội tuyển tham dự
Các đội dưới đây đã kết thúc vòng 2 với vị trí nhất hoặc nhì tại bảng đấu tương ứng của họ:
- Bermuda
- Costa Rica
- Curaçao
- El Salvador
- Guatemala
- Haiti
- Honduras
- Jamaica
- Nicaragua
- Panamá
- Suriname
- Trinidad và Tobago

## Hạt giống
Lễ bốc thăm sẽ diễn ra vào lúc 19:00 EDT (UTC–4) ngày 12 tháng 6 năm 2025. Các đội sẽ được phân loại hạt giống dựa trên Bảng xếp hạng bóng đá nam FIFA tháng 6 năm 2025 (Bảng xếp hạng tháng 4 năm 2025 được thể hiện trong dấu ngoặc đơn). Lễ bốc thăm bắt đầu với Nhóm hạt giống 1; đội đầu tiên được rút sẽ được xếp vào vị trí A1, đội thứ hai vào vị trí B1 và đội thứ ba vào vị trí C1. Quá trình này được lặp lại với các Nhóm hạt giống 2, 3 và 4.
| Nhóm hạt giống 1                                  | Nhóm hạt giống 2                                   | Nhóm hạt giống 3                                               | Nhóm hạt giống 4                                      |
| ------------------------------------------------- | -------------------------------------------------- | -------------------------------------------------------------- | ----------------------------------------------------- |
| 1. Panamá (33) 2. Costa Rica (54) 3. Jamaica (63) | 1. Honduras (75) 2. El Salvador (81) 3. Haiti (83) | 1. Curaçao (90) 2. Trinidad và Tobago (100) 3. Guatemala (106) | 1. Nicaragua (133) 2. Suriname (137) 3. Bermuda (168) |

## Lịch thi đấu
Các trận đấu sẽ diễn ra vào các tháng 9, 10 và 11 năm 2025. Lịch thi đấu đã được công bố vào ngày 12 tháng 6 năm 2025, tuy nhiên ngày cụ thể vẫn chưa được xác định.
| Ngày thi đấu   | Thời gian         |
| -------------- | ----------------- |
| Ngày thi đấu 1 | Tháng 9 năm 2025  |
| Ngày thi đấu 2 | Tháng 9 năm 2025  |
| Ngày thi đấu 3 | Tháng 10 năm 2025 |
| Ngày thi đấu 4 | Tháng 10 năm 2025 |
| Ngày thi đấu 5 | Tháng 11 năm 2025 |
| Ngày thi đấu 6 | Tháng 11 năm 2025 |

## Các bảng đấu

### Bảng A
| VT | Đội         | ST | T | H | B | BT | BB | HS | Đ | Giành quyền tham dự                                                 |     | Panamá | El Salvador | Guatemala | Suriname |
| -- | ----------- | -- | - | - | - | -- | -- | -- | - | ------------------------------------------------------------------- | --- | ------ | ----------- | --------- | -------- |
| 1  | Panamá      | 0  | 0 | 0 | 0 | 0  | 0  | 0  | 0 | FIFA World Cup 2026                                                 |     | —      | Th11        | Th9       | Th10     |
| 2  | El Salvador | 0  | 0 | 0 | 0 | 0  | 0  | 0  | 0 | Có thể giành quyền vào vòng play-off liên lục địa dựa trên thứ hạng |     | Th10   | —           | Th10      | Th9      |
| 3  | Guatemala   | 0  | 0 | 0 | 0 | 0  | 0  | 0  | 0 |                                                                     |     | Th11   | Th9         | —         | Th11     |
| 4  | Suriname    | 0  | 0 | 0 | 0 | 0  | 0  | 0  | 0 |                                                                     | Th9 | Th11   | Th10        | —         |          |

| Suriname | v | Panamá |
| -------- | - | ------ |
|          |   |        |

| Guatemala | v | El Salvador |
| --------- | - | ----------- |
|           |   |             |

| Panamá | v | Guatemala |
| ------ | - | --------- |
|        |   |           |

| El Salvador | v | Suriname |
| ----------- | - | -------- |
|             |   |          |

| El Salvador | v | Panamá |
| ----------- | - | ------ |
|             |   |        |

| Suriname | v | Guatemala |
| -------- | - | --------- |
|          |   |           |

| Panamá | v | Suriname |
| ------ | - | -------- |
|        |   |          |

| El Salvador | v | Guatemala |
| ----------- | - | --------- |
|             |   |           |

| Guatemala | v | Panamá |
| --------- | - | ------ |
|           |   |        |

| Suriname | v | El Salvador |
| -------- | - | ----------- |
|          |   |             |

| Panamá | v | El Salvador |
| ------ | - | ----------- |
|        |   |             |

| Guatemala | v | Suriname |
| --------- | - | -------- |
|           |   |          |

### Bảng B
| VT | Đội                | ST | T | H | B | BT | BB | HS | Đ | Giành quyền tham dự                                                 |     | Jamaica | Curaçao | Trinidad và Tobago | Bermuda |
| -- | ------------------ | -- | - | - | - | -- | -- | -- | - | ------------------------------------------------------------------- | --- | ------- | ------- | ------------------ | ------- |
| 1  | Jamaica            | 0  | 0 | 0 | 0 | 0  | 0  | 0  | 0 | FIFA World Cup 2026                                                 |     | —       | Th11    | Th9                | Th10    |
| 2  | Curaçao            | 0  | 0 | 0 | 0 | 0  | 0  | 0  | 0 | Có thể giành quyền vào vòng play-off liên lục địa dựa trên thứ hạng |     | Th10    | —       | Th10               | Th9     |
| 3  | Trinidad và Tobago | 0  | 0 | 0 | 0 | 0  | 0  | 0  | 0 |                                                                     |     | Th11    | Th9     | —                  | Th11    |
| 4  | Bermuda            | 0  | 0 | 0 | 0 | 0  | 0  | 0  | 0 |                                                                     | Th9 | Th11    | Th10    | —                  |         |

| Bermuda | v | Jamaica |
| ------- | - | ------- |
|         |   |         |

| Trinidad và Tobago | v | Curaçao |
| ------------------ | - | ------- |
|                    |   |         |

| Jamaica | v | Trinidad và Tobago |
| ------- | - | ------------------ |
|         |   |                    |

| Curaçao | v | Bermuda |
| ------- | - | ------- |
|         |   |         |

| Curaçao | v | Jamaica |
| ------- | - | ------- |
|         |   |         |

| Bermuda | v | Trinidad và Tobago |
| ------- | - | ------------------ |
|         |   |                    |

| Jamaica | v | Bermuda |
| ------- | - | ------- |
|         |   |         |

| Curaçao | v | Trinidad và Tobago |
| ------- | - | ------------------ |
|         |   |                    |

| Trinidad và Tobago | v | Jamaica |
| ------------------ | - | ------- |
|                    |   |         |

| Bermuda | v | Curaçao |
| ------- | - | ------- |
|         |   |         |

| Jamaica | v | Curaçao |
| ------- | - | ------- |
|         |   |         |

| Trinidad và Tobago | v | Bermuda |
| ------------------ | - | ------- |
|                    |   |         |

### Bảng C
| VT | Đội        | ST | T | H | B | BT | BB | HS | Đ | Giành quyền tham dự                                                 |     | Costa Rica | Honduras | Haiti | Nicaragua |
| -- | ---------- | -- | - | - | - | -- | -- | -- | - | ------------------------------------------------------------------- | --- | ---------- | -------- | ----- | --------- |
| 1  | Costa Rica | 0  | 0 | 0 | 0 | 0  | 0  | 0  | 0 | FIFA World Cup 2026                                                 |     | —          | Th11     | Th9   | Th10      |
| 2  | Honduras   | 0  | 0 | 0 | 0 | 0  | 0  | 0  | 0 | Có thể giành quyền vào vòng play-off liên lục địa dựa trên thứ hạng |     | Th10       | —        | Th10  | Th9       |
| 3  | Haiti      | 0  | 0 | 0 | 0 | 0  | 0  | 0  | 0 |                                                                     |     | Th11       | Th9      | —     | Th11      |
| 4  | Nicaragua  | 0  | 0 | 0 | 0 | 0  | 0  | 0  | 0 |                                                                     | Th9 | Th11       | Th10     | —     |           |

| Nicaragua | v | Costa Rica |
| --------- | - | ---------- |
|           |   |            |

| Haiti | v | Honduras |
| ----- | - | -------- |
|       |   |          |

| Costa Rica | v | Haiti |
| ---------- | - | ----- |
|            |   |       |

| Honduras | v | Nicaragua |
| -------- | - | --------- |
|          |   |           |

| Honduras | v | Costa Rica |
| -------- | - | ---------- |
|          |   |            |

| Nicaragua | v | Haiti |
| --------- | - | ----- |
|           |   |       |

| Costa Rica | v | Nicaragua |
| ---------- | - | --------- |
|            |   |           |

| Honduras | v | Haiti |
| -------- | - | ----- |
|          |   |       |

| Haiti | v | Costa Rica |
| ----- | - | ---------- |
|       |   |            |

| Nicaragua | v | Honduras |
| --------- | - | -------- |
|           |   |          |

| Costa Rica | v | Honduras |
| ---------- | - | -------- |
|            |   |          |

| Haiti | v | Nicaragua |
| ----- | - | --------- |
|       |   |           |

## Thứ hạng các đội nhì bảng
| VT | Bg | Đội         | ST | T | H | B | BT | BB | HS | Đ | Giành quyền tham dự        |
| -- | -- | ----------- | -- | - | - | - | -- | -- | -- | - | -------------------------- |
| 1  | A  | El Salvador | 0  | 0 | 0 | 0 | 0  | 0  | 0  | 0 | Vòng play-off liên lục địa |
| 2  | B  | Curaçao     | 0  | 0 | 0 | 0 | 0  | 0  | 0  | 0 | Vòng play-off liên lục địa |
| 3  | C  | Honduras    | 0  | 0 | 0 | 0 | 0  | 0  | 0  | 0 |                            |